# Xã Shady Grove, Quận Searcy, Arkansas
Xã Shady Grove (tiếng Anh: Shady Grove Township) là một xã thuộc quận Searcy, tiểu bang Arkansas, Hoa Kỳ. Năm 2010, dân số của xã này là 189 người.